# Колки (Волынская область)
Ко́лки (укр. Колки) — посёлок в Луцком районе Волынской области Украины. Центр Колковской поселковой общины.
До 2020 года входил в Маневичский район.

## История
В 1545 году город получил магдебургское право.
В 1943 г. посёлок стал центром Колковской республики — освобождённого от немецких оккупантов района, контролируемого УПА.
В посёлке был похоронен Д. П. Васильев — Герой Советского Союза.
В 1989 году численность населения составляла 3944 человека, на начало 2013 года — 4048 человек.